# Canal Habana
Canal Habana ist ein kubanischer öffentlicher Fernsehsender, der 2006 in den Studios Mazón und San Miguel gegründet wurde, wo die erste Fernsehausstrahlung in Kuba stattfand und vom alten Kanal CHTV in der Stadt Havanna ausgestrahlt wurde. Der Kanal wird auf dem Luftweg mit einer Reichweite in ganz Havanna übertragen und belegt das entstehende UHF-Band im Spektrum der Hauptstadt Kubas (Fernsehkanal 27).